# Rafléziovité

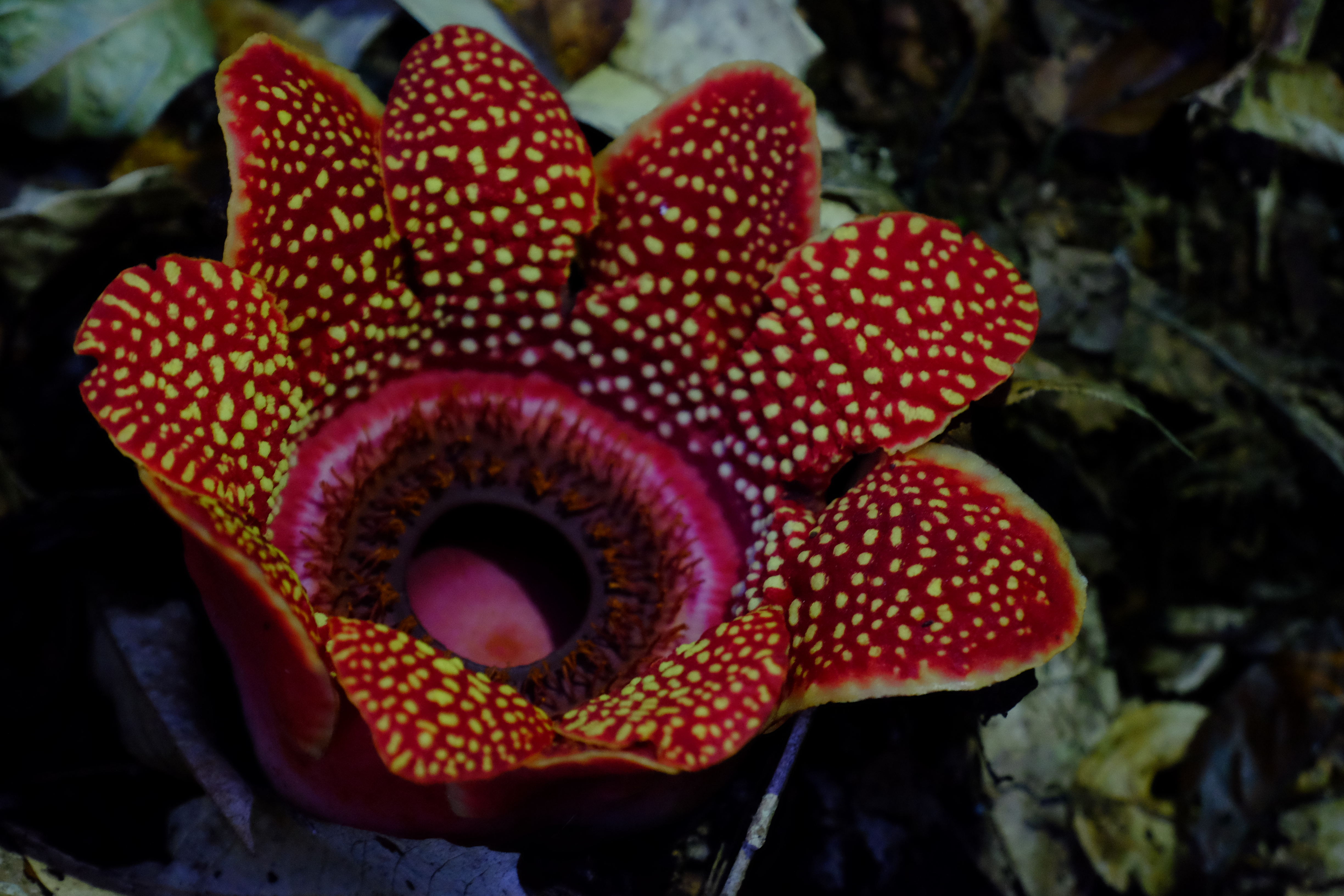
Sapria himalayana

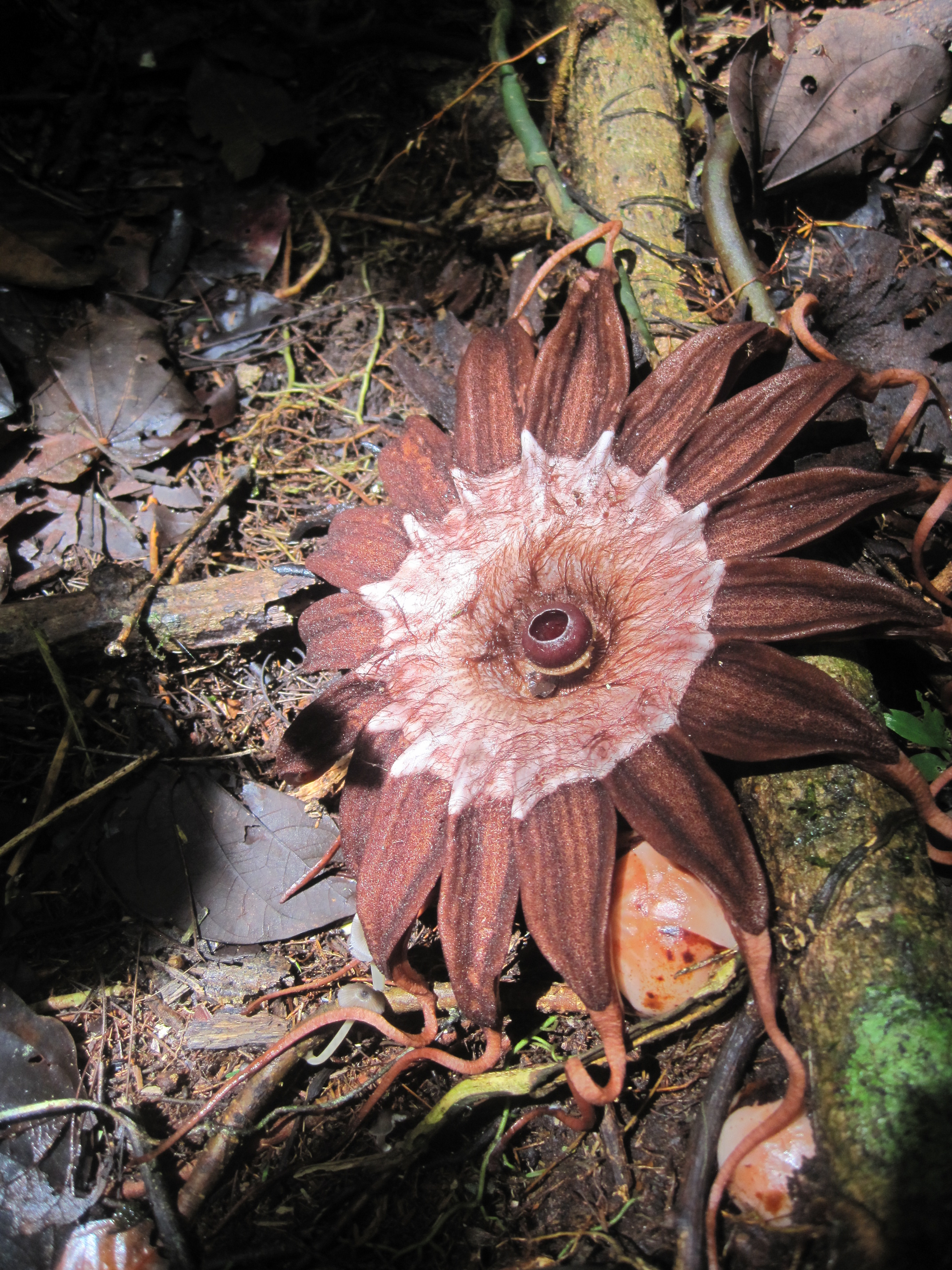
Kvetoucí Rhizanthes sp.

Rafléziovité (Rafflesiaceae) je čeleď vyšších dvouděložných rostlin z řádu
malpígiotvaré (Malpighiales). Jsou to plně parazitické nezelené byliny, rozšířené v Asii. Raflézie Arnoldova je známa největším květem v rostlinné říši.

## Popis
Zástupci čeledi rafléziovité jsou bezlisté a bezkořenné byliny, parazitující na kořenech a kmenech lián rodu tetrastigma (Tetrastigma) z čeledě révovité. Rostliny jsou dvoudomé (raflézie a Sapria) nebo i jednodomé (rod Rhizanthes má samčí, samičí i oboupohlavné květy). Kořeny jsou přeměněny ve vlákna pronikající do cévních svazků hostitelské rostliny a připomínající mycelium hub. Listy zcela chybějí nebo jsou přítomny jen jako listeny na bázi květu.
Květy jsou velké, dužnaté, vyvíjejí se jednotlivě přímo z kmene nebo kořenů hostitelské liány. Okvětí je složeno z 5 (raflézie), 10 (Sapria) nebo až 16 (Rhizanthes) plátků, na bázi srůstajících v trubku. Cípy okvětí u rodu Rhizanthes mají dlouhé přívěsky. U rodů Sapria a raflézie je ve střední části květu vyvinuta manžeta a v jejím středu je otvor nazývaný diafragma. Ve spodní části vnitřku květu jsou u těchto rodů vyvinuty zvláštní, často větvené nebo kyjovité chlupy, které mají funkci nektárií či orodiforů, z nichž se šíří zápach lákající opylovače. Tyčinky u rodu raflézie vyrůstají v počtu 5 až mnoho ve spodní části límce, nacházejícího se ve středu květu. U rodu Rhizanthes tvoří množství tyčinek kruh okolo spodního okraje sloupku ve střední části květu.
Semeník je spodní, srostlý ze 4 až 8 plodolistů s mnoha vajíčky. U rodu Rhizanthes má jedinou komůrku, u rodu raflézie se tvoří množství druhotných komůrek se síťovitou strukturou. Čnělka je sloupkovitá a na vrcholu rozšířena v terč. Plodem je nepukavá nebo nepravidelně pukající bobule.

## Rozšíření
Čeleď zahrnuje 20 druhů ve 3 rodech. Je rozšířena v Asii od jižní Číny po indonéské ostrovy. Největším rodem je raflézie (16 druhů).

## Ekologické interakce
Květy rafléziovitých jsou opylovány mouchami, které jsou lákány zápachem květů k nakladení vajíček.
Plody raflézií jsou pojídány veverkami (rod Callosciurus) a tanami (Tupaia), kteří pravděpodobně také šíří semena. Způsob šíření semen u zbývajících dvou rodů není znám.

## Taxonomie
V minulosti byla čeleď Rafflesiaceae často dávána do blízkosti čeledi podražcovité (Aristolochiaceae).
Čeleď v dřívějším pojetí zahrnovala celkem 9 rodů parazitických rostlin. V průběhu aktualizací systému APG byla většina těchto rodů přeřazena do 3 jiných čeledí a dokonce i do jiných řádů: rody ozorna (Cytinus) a Bdallophytum do čeledi ozornovité (Cytinaceae) v řádu slézotvaré (Malvales), rod Mitrastema do čeledi Mitrastemonaceae v řádu vřesovcotvaré (Ericales) a rody Apodanthes, Berlinianche a Pilostyles do čeledi Apodanthaceae zatím nejasného taxonomického zařazení.
Podle kladogramů APG je sesterskou skupinou čeledi Rafflesiaceae čeleď pryšcovité (Euphorbiaceae). Fylogenetické studie z r. 2024 docházejí k jiným závěrům: Studie založená na analýze jaderných genomů je staví do pozice sesterské skupiny ke kladu (Linaceae + (Elatinaceae + Malpighiaceae)), studie založená na analýze vybraných částí jaderných genomů kódujících proteiny společně s uvážením morfoanatomických a vývojových synapomorfií je klade jako sesterskou skupinu k Apodanthaceae (podle APG IV dosud považovaných za součást tykvotvarých) a jejich společný klad do malpígiotvarých (se slabou podporou jako jejich bazální větev).

## Zástupci
- raflézie (Rafflesia)[3]

## Význam
Květy raflézií jsou známy jako největší květy v říši rostlin. U raflézie Arnoldovy (Rafflesia arnoldii) mohou mít v průměru až 1 metr v průměru a vážit až 7 kg.

## Seznam rodů
Rafflesia, Rhizanthes, Sapria